# Mundo Marino
Mundo Marino är en park i Argentina.   Den ligger i provinsen Buenos Aires, i den östra delen av landet, 240 km sydost om huvudstaden Buenos Aires. Mundo Marino ligger 5 meter över havet.
Terrängen runt Mundo Marino är mycket platt. Havet är nära Mundo Marino åt nordost. Närmaste större samhälle är San Clemente del Tuyú, 2,8 km sydost om Mundo Marino.